# Ștefan Burileanu

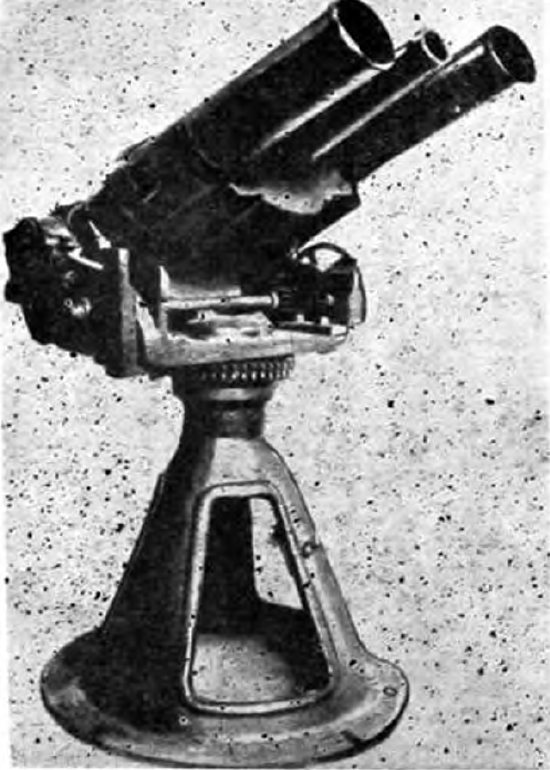
Tun antiaerian Hotchkiss pe afet Burileanu

Ștefan Burileanu (n. 10 ianuarie 1874, Burila Mare, Mehedinți – d. 1944) a fost un inginer, inventator român, cercetător în metalurgie, general de artilerie și președinte al Consiliului tehnic superior al artileriei, armamentului și munițiilor. În 1915 a proiectat și realizat un tun antiaerian numit Burileanu de 57 mm, cu tragere rapidă, cu un focos cu lungă durată de ardere, și afetul pentru tunurile de 150mm. În timpul primului război mondial a organizat artileria antiaeriană românească.
Liceul l-a urmat la Paris, terminându-l în 1891. Între 1892-1894 a fost inginer diplomat la Școala politehnică din Paris, iar între 1894-1896 la Școala de arte geniu din Fontainebleau. Devine doctor, la Sorbona 1901, susține teza de doctorat intitulată "Nouvelle methode de balistique exterieure".
Grade militare
- 1893 - sublocotenent.
- 1896 - locotenent.
- 1904 - căpitan.
- 1911 - maior.
- 1915 - locotenent-colonel.
- 1916 - colonel.
- 1918 - general de brigadă.
- 1933 - general de divizie.

Funcții militare
- până în 1897 - Comandant de Subunitate în Regimentul 3 artilerie.
- 1898 - 1916 - profesor la Școala de ofițeri de artilerie, geniu și marină.
- 1916 - 1918 - Președintele Consiliului Superior Tehnic al Artileriei, Armamentului și Muniției din Ministerul de Război.
- 1918 - 1923 - Director General al Direcției Tehnice din Ministerul de Război.

În anul 1915 a modificat tunul "Hotchkiss" calibrul 57mm, botezat apoi "colonel Burileanu" în tun antiaerian cu tragere rapidă. Datorită modificărilor aduse acestui tun, Ștefan Burileanu va fi considerat întemeietorul artileriei antiaeriene românești, iar invenția sa va fi premiată în anul 1919 de Academia Română.
A inventat focosul cu durată lungă de ardere pentru tunurile AA, a creat noi proiecte de asemenea tunuri, un nou afet realizat în anul 1915 pentru tunul de câmp de 150mm.
Întors în țară, între 1923-1930, a fost profesor de mecanică la Universitatea din Cluj și profesor de metalurgie la Școala de aplicație a ofițerilor de artilerie.
A fost membru titular al Academiei de Științe din România începând cu 21 decembrie 1935 cu titlul de General de divizie..
În memoria sa, Academia Oamenilor de Știință din România a înființat un premiu cu numele său "Premiul Ștefan Burileanu".

## Lucrări
- Curs de balistică exterioară (1899)
- Teoria generală a calculului probabilităților (1910)
- Probabilite de tir (1911)
- Studiul tunului de asediu (1915)
- Metalurgia fontei, fierului și oțelului (1926)
- Curs de mecanică (1942)